# ماري بارات ديو
ماري بارات ديو (بالنرويجية البوكمول: Mary Barratt Due)‏ هي عازفة بيانو نرويجية، ولدت في 9 أبريل 1888 في برغن في النرويج، وتوفيت في 24 ديسمبر 1969 في أوسلو في النرويج.

## وصلات خارجية
- ماري بارات ديو على موقع ميوزك برينز (الإنجليزية)